# Верхний Кунакбай
Верхний Кунакбай — деревня в Переволоцком районе Оренбургской области, относится к Преторийскому сельсовету.

## География
Расстояние до:
- районного центра (Переволоцкий): 60 км
- центра сельсовета (Претория): 10 км
- ближайшей ж/д станции (Переволоцкий): 60 км

## История
Верхний Кунакбай входил в состав Ток-Суранского кантона Автономной Башкирской Республики с ноября 1917 по октябрь 1924 года. С 1924 по 1928 года в составе Ток-Суранской волости Белебеевского кантона БАССР. Башкирское название населённого пункта — баш. Үрге Ҡунаҡбай.

## Население
| 2010 |
| ---- |
| 100  |

### Национальный состав
Согласно переписи 2002 года, преобладающая национальность — башкиры (100 %).

## Известные люди
- Равиль Бикбаев — башкирский поэт, литературовед, депутат, Председатель Комитета по образованию, науке, культуре, спорту и делам молодёжи Государственного Собрания — Курултая Республики Башкортостан. Народный поэт Башкортостана (1992 год), доктор филологических наук (1996 год), профессор, заслуженный деятель науки Республики Башкортостан (1992 год), заслуженный работник культуры Чувашской Республики, Почётный гражданин города Уфы (1999 год), Член-корреспондент Академии наук Республики Башкортостан (2009 год). Один из авторов Гимна Республики Башкортостан.
- Габбас Амантаев (Табулдин) — деятель Башкирского национального движения, один из лидеров Бурзян-Тангауровского восстания.
- Габдулла Амантай — башкирский поэт, литературовед, фольклорист, общественный деятель.

## Достопримечательности
В 3,5 км от села Верхний Кунакбай в урочище Бакаэл находятся Самангульские красные камни — участки выхода красноцветных песчаников в Южном Предуралье, которые являются оригинальными останцами выветривания, достигая высоты 10 м.